# Infiltrados (serie de televisión)
Los Infiltrados es una serie de televisión producida por BE-TV y emitida por Caracol Televisión desde agosto de 2011. Es la primera serie policial y de investigación criminal producida en Colombia.

## Argumento
Los integrantes del GIC, Grupo de Inteligencia Conjunta, están preparados para cambiar su imagen, personalidad y costumbres hasta lograr infiltrarse en las organizaciones delincuenciales y resolver todo tipo de casos.
Este grupo de la Policía Nacional demostrará, una y otra vez, que cuenta con las capacidades y la suspicacia necesarias para suplantar a todo tipo de personajes hasta resolver los casos más peligrosos e increíbles de delincuencia y violencia que se viven en Colombia.
Un fiscal, un médico forense y un grupo de policías expertos tienen la difícil tarea de resolver los casos más insólitos y atrapar a los que infringen la ley. En esta historia ningún capítulo quedará impune.
La serie, además de mostrar un caso diferente en cada episodio, gira en torno a las vidas personales de los integrantes del GIC, que son en algunos casos difíciles y contrastan con sus éxitos profesionales.

## Personajes
- Coronel Mónica Umaña (Marcela Mar): Es una brillante comandante, estratega inigualable, rápida a la hora de tomar decisiones y solucionar problemas en la marcha. Astuta a la hora de configurar equipos y aprovechar las habilidades de quienes los integran. Es de un carácter fuerte y dado a esto es de los jefes que prefieren estar en el campo de acción que dar órdenes desde un escritorio. Su excelente desempeño profesional contrasta con su vida en el hogar, puesto que al dedicar más tiempo al trabajo que a su familia su matrimonio está en crisis.

- Mayor Ramón García (Julián Arango): Especialista en perfilación y psicología criminal. Sus habilidades permiten guiar los casos y hacerse a una idea del tipo de criminal que puede estar detrás de un delito. Su vida está marcada por la pérdida de su hijo y su esposa, asesinados en rapto. Ama en silencio a Mónica y el tiempo que pasa a su lado es como una tortura, sin embargo al percatarse que enfrenta problemas en su matrimonio ostenta esperanzas de tener una oportunidad con ella.

- Capitán Antonio Salgado (Ramiro Meneses): Especialista en el uso y manejo de dispositivos electrónicos y con habilidades para la manipulación de sistemas informáticos. Sus conocimientos son indispensables para la captura de datos que sirvan para solucionar los casos. Salgado queda profundamente afectado por el asesinato de su compañero en una operación encubierta, es entonces cuando buscar a los responsables se convierte en su mayor motivación.

- Santiago Murillo (Juan Fernando Sánchez): Cuenta con grandes capacidades para infiltrarse en cualquier ambiente, con excelentes habilidades histriónicas y de maquillaje. Cuando conoce a su compañera Paula Angarita queda flechado y comenzará a cortejarla con cautela, pero deberá competir con el forense de la unidad por ella.

- Teniente Paulina Angarita (Adelaida Buscató): Proviene del bajo mundo y su pasado le ayuda a comprender claramente la mente criminal y el mundo de las pandillas. Sus dolorosas experiencias con los hombres hacen que desconfíe de ellos y no preste mucha atención a las pretensiones de Martín y de Santiago.

## Elenco
- Marcela Mar - Coronel Mónica Umaña
- Julián Arango - Mayor Ramón García
- Ramiro Meneses - Antonio Salgado
- Juan Fernando Sánchez - Santiago Murillo
- Adelaida Buscató - Teniente Paulina Angarita
- Rashed Estefeen - Fiscal Eulises Martínez
- Nicolás Rincón - Doctor Martín Villa (forense)

### Apariciones por capítulos
| - Luis Fernando Montoya (ep. 1) - Federico Rivera (ep. 3) - Ana María Abello (ep. 3) - Talú Quintero (ep. 4) - Alberto Valdiri (ep. 4) - Flor Vargas (ep. 4) - Jaime Barbini (ep. 4) - Héctor de Malba (ep. 5) - Grace Denoncourt (ep. 4) - Sebastián Eslava (ep. 5) - Ethy Grossman (ep. 5) - José Luis Paniagua (ep. 6) - Margarita Muñoz (ep. 6) - Jordy Issa (ep. 6) - Ricardo Vélez (ep. 7) - Sergio Borrero (ep. 7) - Patricia Polanco (ep. 7) - Martha Silva (ep. 7) - Gary Forero (ep. 7) - Edgard Rojas (ep. 7) - Valentina Rendón (ep. 8) - Jorge López (ep. 8) - Fernando Peñuela (ep. 8) - Álvaro García (ep. 8) - Tatiana Rentería (ep. 10) - Fabio Rubiano (ep. 11) - Marcela Posada (ep. 12) - Vicky Rueda (ep. 12) - Manuela González (ep. 13) - Beatriz Helena Álvarez (ep. 13) | - Luis Fernando Salas (ep. 14) - Mariluz (ep. 14) - Carlos Camacho (ep. 14) - Hernando Forero (ep. 14) - Marcelo Cezán (ep. 14) - Luis Visbet (ep. 14) - Cristian de Dios (ep. 15) - Freddy Ordóñez (ep. 15) - Felipe Vallejo (ep. 15) - Guillermo Gálvez (ep. 17) - Fernando Arango (ep. 17) - Walter Luengas (ep. 17) - Norma Nivia (ep. 17) - Luis Miguel Hurtado (ep. 18) - Miguel Olarte (ep. 18) - Juan Ángel (ep. 18) - Waldo Urrego (ep. 19) - Sandra Perdomo (ep. 19) - Jorge Monterrosa (ep. 19) - Daniel Medina (ep. 20) - Germán Quintero (ep. 20) - Lucho Velasco (ep. 21) - Carolina Coll - Javier Sáenz (ep. 21) - Lorena Álvarez (ep. 22) - Federico Rivera (ep. 22) - Juliana Gómez - Johanna Fadul |                          |                      |
| # | Título original | Fecha de estreno         | Código de producción |
| 1 | «El asesinato de un Coronel desata una búsqueda implacable» | 31 de agosto de 2011     | 1                    |
| Los miembros del G.I.C comienzan una pesquisa desesperada de los culpables del asesinato de su superior directo. Ningún delincuente escapará a la sagacidad y los conocimientos de estos uniformados | |                          |                      |
| 2 | «Con pocas evidencias estos hombres llegan a la verdad» | 1 de septiembre de 2011  | 2                    |
| Una mujer que es víctima de una extorsión por secuestro se convierte en la protegida de estos valerosos policías. Investigaciones muy exhaustivas y acciones precisas conducen a la captura de los maleantes. | |                          |                      |
| 3 | «Una trágica emboscada abre las puertas a una nueva investigación» | 2 de septiembre de 2011  | 3                    |
| El GIC tiene la difícil tarea de dar apoyo investigativo y operacional a un grupo especial de la Policía que lucha contra las milicias ilegales. No se pierda un capítulo lleno de acción y sorpresas. | |                          |                      |
| 4 | «Las extrañas condiciones de una muerte prenden las alarmas» «4» | 5 de septiembre de 2011  | —                    |
| Después del extraño fallecimiento de una mujer de la tercera edad, los integrantes del GIC se dan a la tarea de escudriñar dentro de un hogar geriátrico para encontrar la verdad. Reviva un capítulo lleno de emoción y sorpresas. | |                          |                      |
| 5 | «Los criminales tienen sus leyes y el GIC tiene sus métodos» | 6 de septiembre de 2011  | 5                    |
| Un caso de tráfico de armas, asaltos y asesinatos pone en aprietos a los hombres de la Policía Nacional. La coronel Mónica Umaña y sus hombres harán hasta lo imposible para atrapar a esta red criminal y sacar de las calles a este peligro para la sociedad. | |                          |                      |
| 6 | «Una difícil misión pone a prueba la valentía de estos hombres» | 7 de septiembre de 2011  | 6                    |
| Una organización delincuencial que se dedica a la trata de personas está en la mira de los sagaces policías del GIC. Este grupo de profesionales llega a la captura de los maleantes por medio de su entrega y dedicación al trabajo. | |                          |                      |
| 7 | «No hay crimen que le quede grande a estos policías» | 8 de septiembre de 2011  | 7                    |
| Un asesinato desata el pánico y los expertos de la policía tienen la difícil tarea de encontrar al culpable. Descubra esta noche cómo se resuelve este caso. | |                          |                      |
| 8 | «El mayor Ramón García no descansará hasta encontrar a los Guzmán» | 9 de septiembre de 2011  | 8                    |
| La desaparición de la familia Guzmán pone a los expertos del GIC a trabajar contrarreloj. La ambición y desparpajo de los maleantes no tiene límites. Reviva un capítulo intenso. | |                          |                      |
| 9 | «Los agentes del GIC se enfrentan a un fuerte caso» | 13 de septiembre de 2011 | 9                    |
| La mayor Mónica Umaña y su equipo tienen la difícil misión de encontrar a un grupo de agresores sexuales que opera engañando a mujeres, pidiendo ayuda para arreglar un vehículo en las vías de la ciudad. | |                          |                      |
| 10 | «Extraños casos de envenenamiento estremecen a una comunidad» | 14 de septiembre de 2011 | 10                   |
| Una extraña muerte desata el caos en la ciudad y sólo este grupo de especialistas tienen el poder para hallar a los culpables. Sagacidad y paciencia serán las claves de estos policías para hallar la verdad. | |                          |                      |
| 11 | «El GIC se enfrenta a un aterrador homicidio» | 15 de septiembre de 2011 | 11                   |
| Médicos forenses y especialistas en criminalística son los encargados de sacar a luz la verdad del impresionante asesinato de una mujer. | |                          |                      |
| 12 | «Un misterioso asesinato pone a prueba a un grupo de profesionales» | 16 de septiembre de 2011 | 12                   |
| Una mujer encuentra muertos a su hermana y a su cuñado. A partir de las investigaciones del GIC, se descubre que varias personas tendrían motivos para su muerte y que el buen nombre, una herencia y hasta problemas íntimos de pareja, están íntimamente ligados a este caso. | |                          |                      |
| 13 | «La vida del fiscal Martínez está en peligro» | 19 de septiembre de 2011 | 13                   |
| Un grupo delincuencial no quiere ceder y termina atentando contra algunos fiscales. El GIC debe proteger a sus hombres y atrapar a los culpables antes de que ocurra una tragedia con los representantes de la ley. | |                          |                      |
| 14 | «El GIC demuestra que no hay crimen perfecto» | 20 de septiembre de 2011 | 14                   |
| El extraño hallazgo de un vehículo al perecer accidentado, desencadena una minuciosa investigación policial para encontrar la verdad. Médicos forenses y expertos en criminalística valen de todo para esclarecer estos hechos. | |                          |                      |
| 15 | «Un miembro del equipo lo arriesga todo por cumplir con su deber» | 21 de septiembre de 2011 | 15                   |
| La teniente Angarita decide infiltrarse en una banda de traficantes para desde ahí ayudar a sus compañeros a desarticular esta peligrosa organización. Un inesperado desenlace pone en riesgo la vida de la oficial. | |                          |                      |
| 16 | «Un caso de secuestro extorsivo» | 22 de septiembre de 2011 | 16                   |
| El GIC detecta una banda criminal que tiene como rehén a una mujer y está pidiendo una gran suma de dinero para dejarla en libertad. Los investigadores llegan hasta las últimas consecuencias para resolver el caso y recuperar a su compañera que está en peligro. | |                          |                      |
| 17 | «Ningún asesinato queda impune gracias al trabajo del GIC» | 23 de septiembre de 2011 | 17                   |
| Un homicidio enciende las alarmas de este grupo de profesionales, que tendrá la inmensa responsabilidad de llevar ante las autoridades judiciales al culpable de este hecho. | |                          |                      |
| 18 | «La coronel Umaña está en peligro» | 26 de septiembre de 2011 | 18                   |
| Una banda de terroristas secuestra a un grupo de personas, entre ellas a la directora del GIC. Los hombres de la policía tienen la misión de rescatarla ilesa sin importar lo que tengan que hacer para lograrlo. | |                          |                      |
| 19 | «Murillo arriesga su vida para resolver un extraño caso» | 27 de septiembre de 2011 | 19                   |
| El intendente debe infiltrarse para resolver dos extraños asesinatos perpetrados por una secta religiosa que usa a los muertos para rituales insólitos. | |                          |                      |
| 20 | «Otra difícil tarea para la directora del GIC» | 28 de septiembre de 2011 | 20                   |
| A pesar de mostrarse como una mujer dura y temperamental, la coronel Umaña está metida en problemas por culpa del corazón. La oficial tiene que decidir si continúa con su matrimonio o le hace caso a sus sentimientos. | |                          |                      |
| 21 | «Ningún delincuente escapa a este grupo de profesionales» | 29 de septiembre de 2011 | 21                   |
| La líder del GIC arriesga su vida para atrapar a cualquier costo a un violador y asesino que tiene atemorizada a una comunidad. Los oficiales entregan todo su conocimiento y dedicación para salvar las vidas de otros. | |                          |                      |
| 22 | «La líder del GIC paga caro por sus errores» | 30 de septiembre de 2011 | 22                   |
| El esposo de la mayor Umaña está cansado de oír explicaciones y, por lo mismo, decide buscar a Ramón para hablar del triángulo amoroso en el que están involucrados. | |                          |                      |
| 23 | «El intendiente Murillo está en peligro» | 3 de octubre de 2011     | 23                   |
| Una misión para desmantelar a una banda que trafica con licor adulterado pone en riesgo la vida de este policía. | |                          |                      |
| 24 | «Decisiones difíciles dividen a los miembros de grupo» | 4 de octubre de 2011     | 24                   |
| Un peligroso operativo pone prueba la valentía y decisión de estos entrenados policías. Un narcotraficante es el objetivo inmediato de GIC. Vea un capítulo intenso. | |                          |                      |
| 25 | «El GIC afronta una misión bastante complicada» | 5 de octubre de 2011     | 25                   |
| Un solo error le podría costar a este grupo de policías el fracaso de un operativo para capturar a una banda de peligrosos delincuentes. Estos profesionales se juegan en todo por el todo para cumplir con su deber. | |                          |                      |

## Antecedentes
Inicialmente, Infiltrados trataba de un candidato presidencial que favorece la legalización de drogas durante su campaña, quien es asesinado. Su fórmula vicepresidencial es elegida, lo que induce una reacción del gobierno de los Estados Unidos. Juan Pablo Posada iba a protagonizarla. Por razones desconocidas, BE-TV cambia la trama y lo convirtió en un drama policial con episodios autoconclusivos. La productora Cristina Palacio explicó en una entrevista que la serie vino de la «necesidad» de que la ciudadanía colombiana «respetara las instituciones» (BE-TV había producido las narconovelas El cartel 2 y  Las muñecas de la mafia). La Policía Nacional de Colombia apoyó la producción de la serie y su entonces director general Óscar Naranjo asistió a la fiesta de estreno.

## Emisiones en otros países
| País          | Canal de emisión  | Horario de transmisión                                             | Estreno - Final                              |
| ------------- | ----------------- | ------------------------------------------------------------------ | -------------------------------------------- |
| Colombia      | Caracol TV        | 10:15 p. m.                                                        | 31 de agosto de 2011 - 24 de octubre de 2011 |
| Ecuador       | TC Televisión     | 22:30                                                              | 17 de octubre de 2011 -                      |
| Latinoamérica | DirecTV           | 10:00 p. m. ARG/ 08:00 p. m. COL/ 07:00 p. m. MEX/ 09:00 p. m. VEN |                                              |
| Panamá        | TVN               | 11:00 p. m.                                                        | 30 de abril de 2012                          |
| Rumania       | Transilvania Look | 22:00 p. m.                                                        |                                              |
| Afganistán    | TV Media          |                                                                    |                                              |
| Paraguay      | Sur Tv            | 20:00 p. m.                                                        | 2013                                         |